# Opavice
Opavice (lidově Zlatá Opavice, německy Goldoppa, polsky Opawica, slezsky Złota Opawica) je levostranný přítok řeky Opavy v okrese Bruntál v Moravskoslezském kraji. Délka toku činí 35,6 km. Plocha povodí měří 194,2 km².

## Průběh toku
Řeka pramení severozápadně od Heřmanovic na jihozápadních svazích Příčného vrchu (974 m) v nadmořské výšce 850 m. Nejprve její tok směřuje na jihovýchod, protéká výše zmíněnou obcí. Pod ústím Tisové se říčka stáčí více na východ k obci Holčovice. Odtud v délce zhruba 3 km teče severovýchodním směrem k osadě Hynčice, kde se obrací opět k jihovýchodu. Po dalších čtyřech kilometrech protéká Opavice Městem Albrechtice, pod nímž v délce cca 10 km tvoří státní hranici s Polskem (Opolské vojvodství). Od zhruba 3,0 říčního kilometru až ke svému ústí řeka protéká okrajem Krnova.

### Větší přítoky
- levé – Komorský potok, Solný potok, Valštejnský potok, Láč (Láčský potok), Mohla (polsky Potok Mokry nebo Radynka)
- pravé – Tisová, Burkvízský potok, Kobylí potok, Hůrka, Ježnický potok

## Vodní režim
Průměrný průtok v Krnově činí 1,5 m³/s.
Hlásný profil:
| místo | říční km | plocha povodí | průměrný průtok (Qa) | stoletá voda (Q100) |
| ----- | -------- | ------------- | -------------------- | ------------------- |
| Krnov | 1,68     | 173,27 km²    | 1,26 m³/s            | 123 m³/s            |

## Příroda
V úseku Opawica – Chomiąża tvoří řeka Opavice hranici polského Přírodního parku Rajón Mokre - Lewice.

## Galerie

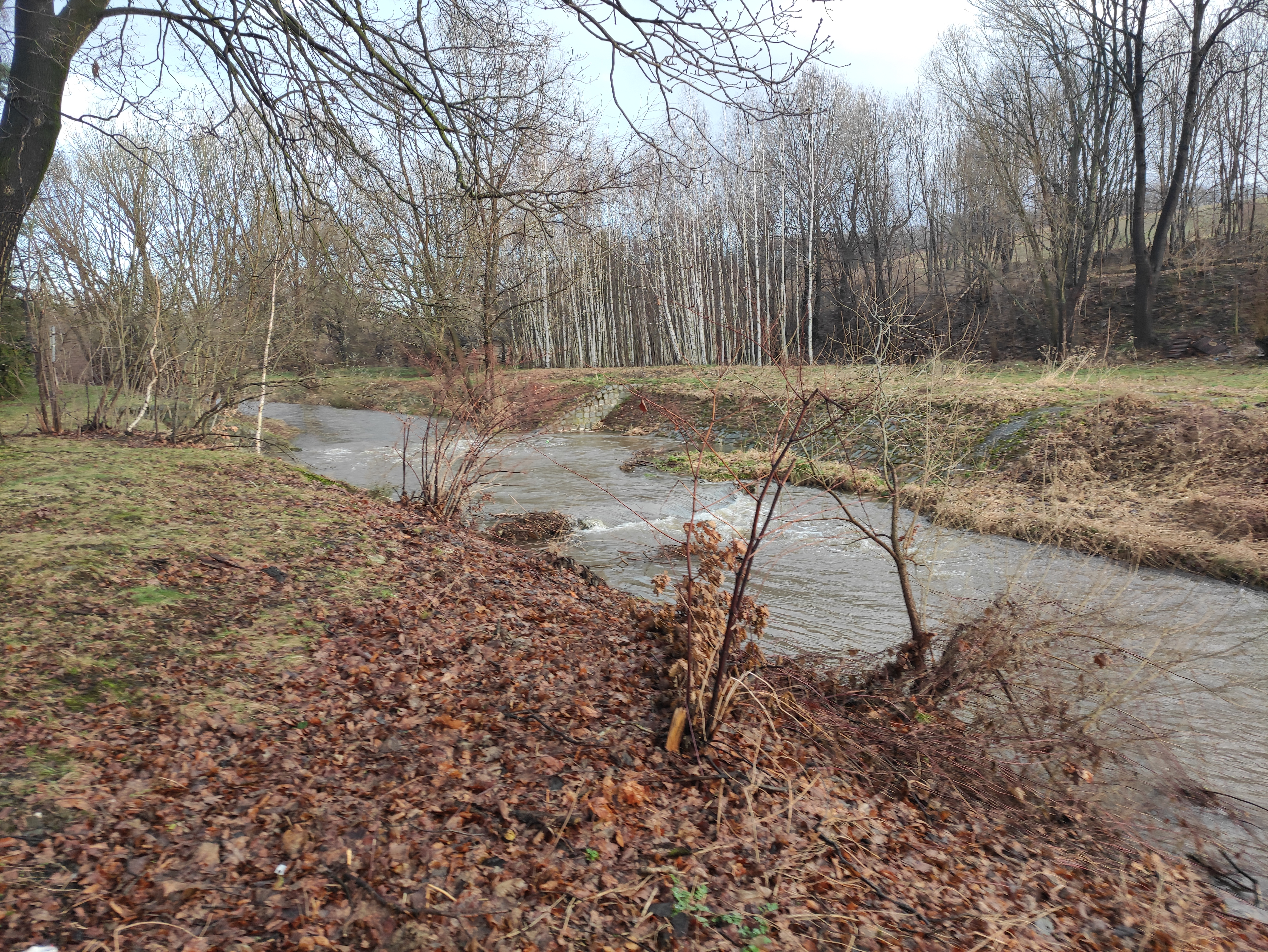